# Csodarabbik útja

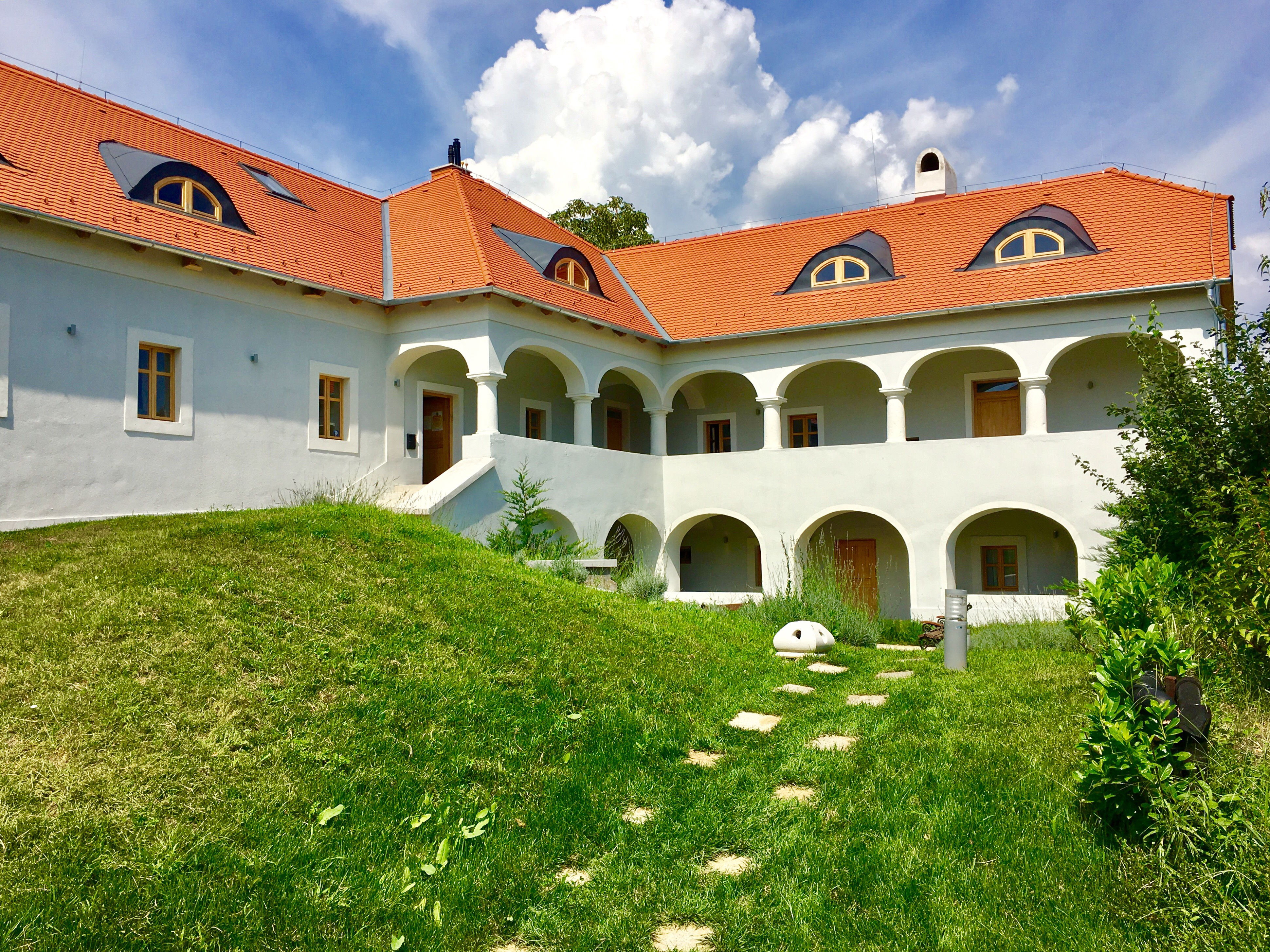
Csodarabbik útja fogadó kívülről

Az Egységes Magyarországi Izraelita Hitközség (EMIH) által kezdeményezett, és az Európai Unió támogatásával létrejött „Csodarabbik útja” elnevezésű zarándokút Magyarország legnagyobb szabású zsidó zarándokútvonala. A 10 települést magába foglaló, 150 kilométeres zarándokút bejárja Tokaj-Hegyalja zsidó emlékhelyeit és épített örökségeinek maradékét, kiinduló és befejező pontja a 2016-ban átadott, megújult Mádi Rabbiház. A rabbiházban interaktív kiállítás, kóser konyha és szállásrész is kialakításra került.
Az útvonal hiteles és élménygazdag beszámolót nyújt a Tokaji-hegyaljai borvidék hajdani hászid zsidóságának szokásairól, felkeresi a leghíresebb hászid rebbék sírjait, működésének színtereit. A zarándokút a mádi Zsidó Kulturális és Információs Központból – az egykori mádi jesiva, vagyis vallási felső iskolából indul.
Az útvonal: 
Mád – Tarcal – Tokaj – Bodrogkeresztúr – Olaszliszka – Sárospatak – Sátoraljaújhely – Erdőbénye – Abaújszántó – Tállya – Mád.

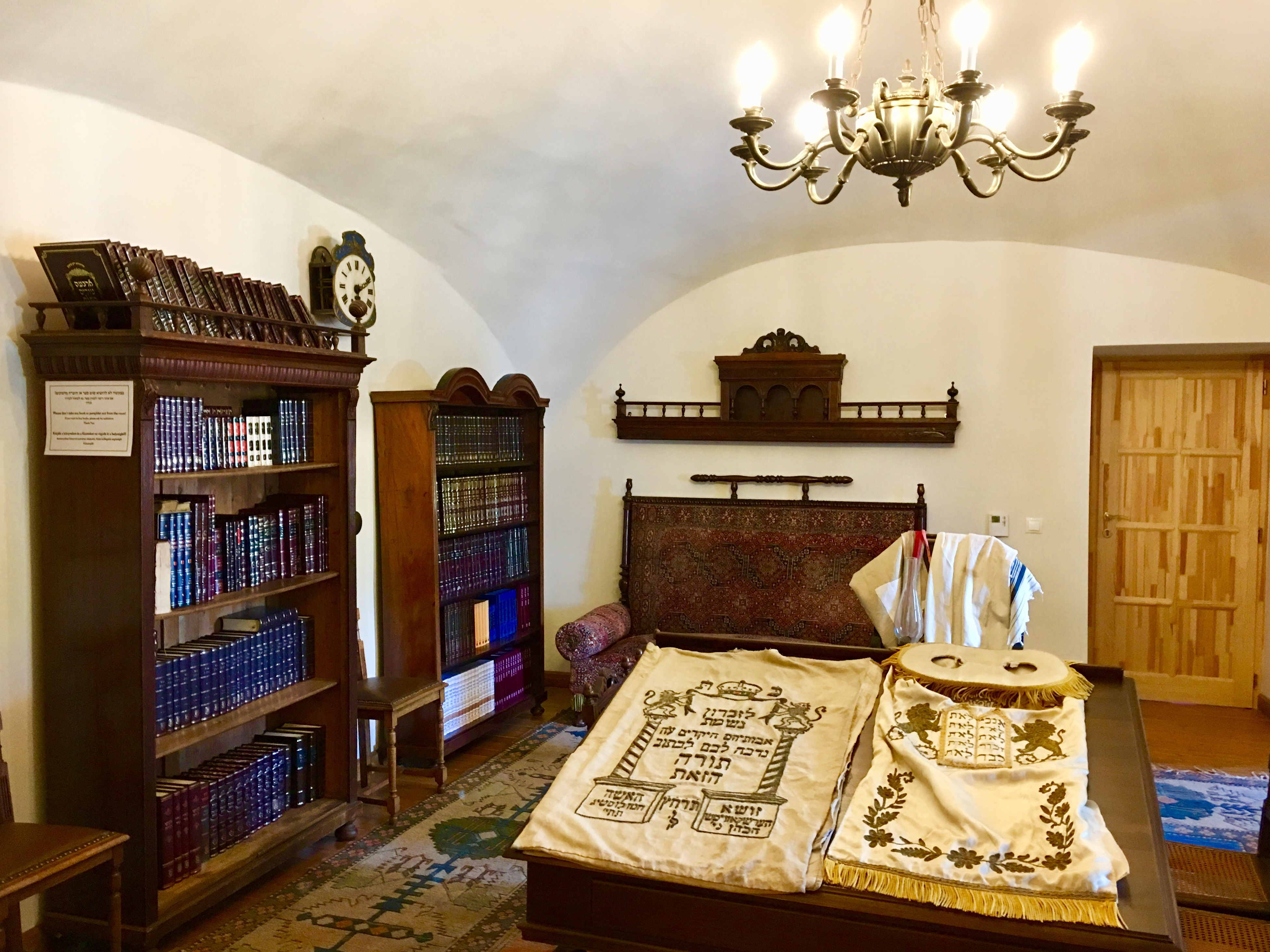
A Csodarabbik útja fogadó kiállításának részlete, a „rabbi szobája”

## Települések és látnivalók

### Mád
Mád a zarándokút kiinduló és befejező pontja. A település a Tokaj-Hegyalja emblematikus zsidó kulturális emlékhelye és Tokaj-Hegyalja egyik ékköve. Mádon található a gyönyörű késő barokk, copf stílusú zsinagóga, amely több mint 150 éven keresztül szolgálta a mádi zsidókat, a Táncsics utcában látható továbbá a felújított, egykori rabbi ház és jesiva. A Magyar utca végén található Tokaj-Hegyalja legnagyobb zsidó temetője. A kőkerítéssel körbevett, gondozott temetőben találhatók a hitközség neves rabbijainak, Schwartz Ábrahámnak és Winkler Mordekhájnak sírjai.

### Tarcal
A Csodarabbik útja második állomása Tarcal, ahol már az 1700-as évek közepétől éltek szőlő- és borkereskedelemmel foglalkozó, Lengyelországból érkezett zsidó családok. Barokk stílusú zsinagógájuk 1790 és 1810 között épülhetett, copf stílusban. A zsinagóga épülete magántulajdonban van, tulajdonosa – Tarcali Galéria néven – időszakos kiállítások helyszíneként működteti. További látnivalós a Keresztúri út 25. alatt található tarcali zsidó temető, melynek több száz síremléke között található a község híres rabbijának, Spira Jakabnak a sírja.

### Tokaj
Tokaj-Hegyalja névadó települése, a festői szépségű Tokaj. A város egyik legszebb épülete a zsinagóga, amely ma kulturális és konferencia-központként működik. Mellette, a József Attila utca 9. számú épületben működik egy kisebb zsidó imaház, mely egykor a tokaji haszid zsidók zsinagógájaként szolgált. Tokajban két zsidó temető is található, a régi temető a tokaji vár romjainak falánál, a Bodrog-zugban található, az Újtemetőt az 1800-as évek végén, a mai Bodrogkeresztúri úton alakították ki.

### Bodrogkeresztúr
A festői fekvésű Bodrog-parti falu a zsidó zarándokútvonal egyik kiemelt úticélja. A zsidó közösség messze földön híres csodarabbija Reb Steiner Sáje egykori lakhelyén kialakított emlékház népszerű zarándokhely lett, csakúgy, mint a Dereszla-domb oldalában lévő zsidó temetőben található sírja.

### Olaszliszka
Olaszliszka híres csodarabbija Friedmann Cevi Hirsch.  Sírja az olaszliszkai zsidó temetőben ma is vonzza a zarándokokat, mely a gyönyörű fekvésű Belsőkocsord úton található. A második világháborút követően elpusztult a Kossuth utcai zsinagóga, melynek helyén 2016-ban az EMIH megbízásából, Szécsi Zsolt és M. Juhász Ágnes építészeti, illetve Baróthy Anna, Tóth Bálint, Faddi Dalma designtervei alapján egy interaktív emlékhely épült, mementót állítva az elpusztított Tokaj-hegyaljai zsidóknak.

### Sárospatak
Az első zsidó lakosok az 1700-as évek végén telepedtek le, de a holokausztot követően itt is elnéptelenedett a hitközség. Egykori fürdőjének (mikve) épületén, melyben ma boltok találhatók van elhelyezve egy holokauszt-emléktábla. A Rákóczi úton épült zsinagógát áruházzá alakították. A zsidó temető Bodrogolaszi irányában, az Arany János utcában található.

### Sátoraljaújhely
Sátoraljaújhely a Tokaj-Hegyalja régió talán legismertebb zsidó zarándokhelye. Több mint másfél évszázada zarándokok sokasága keresi fel a magyarországi haszidizmus alapítójának, Teitelbaum Móse rabbinak a sírját, amelyet egy modern építészeti köntösbe öltöztetett ohel rejt. A városban egykor több zsinagóga is állt, de ezek többségét a második világháborút követően elbontották, a Dózsa György út 13. alatt álló egykori status quo ante zsinagógát pedig bútoráruházzá alakították. A 37-es főút bevezető szakaszán, a Pataki úton, a vasútállomással szemben találjuk a régi temetőt, a csodarabbi sírjával. Az új temető pedig a Kazinczy utca 91. szám alatt található.

### Erdőbénye
A hegyek ölelésében megbújó ligetes kis falut szimbolikusan Tokaj-Hegyalja közepeként szoktál emlegetni. A 18. század elején Erdőbényén letelepedett zsidó lakosság főként szőlő- és malomtulajdonosok voltak. Egykori zsinagógája elpusztult, a falu határában körbekerített
zsidó temető emlékeztet már csak a valamikori zsidó lakosságra. Az itt található egykori rituális fürdő helyreállítása 2018-ban kezdődött el.

### Abaújszántó
A festői szépségű kisváros a Tokaj-hegyaljai világörökség része. A városba az 1765-ben betelepülő zsidók a közeli Ausztriából, valamint Cseh- és Morvaországból érkeztek, és herceg Bretzenheim Károly védelme alatt álltak. Abaújszántó egykor fontos kereskedelmi és piaci központ volt. A holokauszt túlélői 1945-ben megpróbálták újraéleszteni a zsidó közösséget, de ez nem sikerült. Nagyméretű, ma aktárként használt zsinagógája a millennium évére, 1896-ra készült el, a piac közvetlen közelében áll. A körülkerített, gondozott temető a Dobó utca 20. alatt található. Itt van a két neves rabbi, Lőw Eleázár és Lipschitz Árje Lőb sírja.

### Tállya
Tállya a Zempléni-hegység és a Hernád-völgy határán fekszik. Az első zsidó borkereskedők a 17. században települtek le a mezővárosban. A zsidó lakosság lélekszáma folyamatosan növekedett, volt idő, amikor a településen három zsinagóga is működött. A zsinagógákat átalakították vagy lebontották. A körbekerített, gondozott zsidó temető a falu határában, a Koldu-hegy
oldalában található. Sátorszerű sírban, ohelben nyugszanak Tállya híres rabbijai, Rosenbaum Gerson és fia, Árje Léb.